# Застава Новог Зеланда
Застава Новог Зеланда се састоји од плаве боје која представља боју океана и боју неба које се налази изнад острва, а звезде означавају сазвежђе Јужни крст. У горњем левом углу се налази застава Уједињеног Краљевства која означава повезаност Новог Зеланда и Уједињеног Краљевства. 

## Референдум
Премијер Новог Зеланда Џон Ки најавио је у марту 2014. референдум на ком ће се Новозеланђани изјаснити да ли су за промену постојеће заставе. Осмишљени формат референдума је да се на првом референдуму грађани изјасне за један од предлога за замену постојеће заставе а да се на другом изјасне између победничког предлога и постојеће заставе.
Први референдум је одржан између 20. новембра и 11. децембра 2015. Победу је однела опција A. Други референдум одржан је између 3. марта и 24. марта 2016. Победу је однела постојећа застава.
| Опција              | Први избор          | Први избор          | Други избор         | Други избор         | Трећи избор         | Трећи избор         | Последњи избор | Последњи избор |
| Опција              | Гласови             | %                   | Гласови             | %                   | Гласови             | %                   | Гласови        | %              |
| ------------------- | ------------------- | ------------------- | ------------------- | ------------------- | ------------------- | ------------------- | -------------- | -------------- |
| Опција              | 559,587             | 40.15               | 564,660             | 40.85               | 613,159             | 44.77               | 670,790        | 50.58          |
| Опција              | 580,241             | 41.64               | 584,442             | 42.28               | 607,070             | 44.33               | 655,466        | 49.42          |
| Опција              | 122,152             | 8.77                | 134,561             | 9.73                | 149,321             | 10.90               | Н/Д            | Н/Д            |
| Опција              | 78,925              | 5.66                | 98,595              | 7.13                | Н/Д                 | Н/Д                 | Н/Д            | Н/Д            |
| Опција              | 52,710              | 3.78                | Н/Д                 | Н/Д                 | Н/Д                 | Н/Д                 | Н/Д            | Н/Д            |
| Укупно              | 1,393,615           | 100.00              | 1,382,258           | 100.00              | 1,369,550           | 100.00              | 1,326,256      | 100.00         |
| Недодељених гласова | Недодељених гласова | Недодељених гласова | 11,357              | 0.73                | 24,065              | 1.56                | 67,359         | 4.35           |
| Непризнатих гласова | Непризнатих гласова | Непризнатих гласова | Непризнатих гласова | Непризнатих гласова | Непризнатих гласова | Непризнатих гласова | 149,747        | 9.68           |
| Неважећих гласова   | Неважећих гласова   | Неважећих гласова   | Неважећих гласова   | Неважећих гласова   | Неважећих гласова   | Неважећих гласова   | 3,372          | 0.22           |
| Укупно гласова      | Укупно гласова      | Укупно гласова      | Укупно гласова      | Укупно гласова      | Укупно гласова      | Укупно гласова      | 1,546,734      | 100.00         |
| излазност           | излазност           | излазност           | излазност           | излазност           | излазност           | излазност           | 48.78          | 48.78          |

| Опција                                | Гласови   | Гласови |
| Опција                                | Гласови   | %       |
| ------------------------------------- | --------- | ------- |
| Опција 1 (нов предлог)                | 921,876   | 43.27   |
| Опција 2 (постојећа застава)          | 1,208,702 | 56.73   |
| Укупно                                | 2,130,578 | 100.00  |
| Неважећи – гласали за обе или ниједну | 5,044     | 0.23    |
| Неважећи – поништени листићи          | 5,273     | 0.21    |
| Укупно гласова                        | 2,140,895 | 100.00  |
| Излазност                             | 67,78%    | 67,78%  |

## Друге званичне заставе
- Морнаричка застава
- Поморска застава
- Ваздухопловна застава
- Маорска застава
- Застава генералног гувернера
- Краљичина стандарта за Нови Зеланд
(1962-2022)